# Enric Canadell i Quintana
Enric Canadell i Quintana, en religió Enric dels Sagrats Cors (Olot, 29 de juny de 1890 – Castellfollit de la Roca, 17 d'agost de 1936) va ser un religiós i professor, membre de l'Orde de les Escoles Pies. Mort amb altres companys durant la Guerra Civil espanyola, va ser beatificat per Joan Pau II, essent venerat com a beat màrtir per l'Església catòlica. Va ser beatificat l'1 d'octubre de 1995 amb altres màrtirs de la Guerra Civil, entre d'altres amb altres sacerdots escolapis, per Joan Pau II. El seu cos va ésser traslladat a la parròquia de Sant Esteve d'Olot.

## Biografia
Enric Canadell va néixer a Olot en 1890, en una família molt cristiana, fill petit de Francesc Canadell i Margarida Quintana. El seu germà gran Ramon va ésser escolapi i un altre germà, sacerdot. El seu germà, manobre, va morir quan ell tenia quatre anys. Va estudiar al col·legi dels escolapis d'Olot. Als catorze anys va demanar permís per postular a l'orde, anant al noviciat de Moià, on prengué l'hàbit el 22 d'octubre de 1905 i professà el 18 d'agost de 1907. Continuà estudiant filosofia a Iratxe (Navarra) i teologia a Terrassa, on va fer la professió solemne el 29 de juny de 1912. Fou ordenat prevere a Lleida el 20 de desembre de 1913.
Va ensenyar a les escoles pies de Mataró (1912-1925), Balaguer (1925-1928), la de Nostra Senyora de Barcelona (1928-1930) i la de Sant Antoni, a la mateixa ciutat (1932-1936). Molt devot de l'Eucaristia, en promogué la devoció a les escoles de l'orde. Defensava la formació continuada dels professors que havien d'educar als joves, per tal d'actualitzar-ne els coneixements. A banda de la tasca de professor, era predicador, amb gran facilitat per als sermons, que feia molt entenedors i didàctics.
Quan va esclatar la Guerra civil espanyola, el 1936, la persecució dels religiosos que es va desfermar va obligar-lo a deixar Barcelona, el 24 de juliol, i refugiar-se a casa d'uns coneguts a Barcelona, d'on marxà a Olot, a casa la seva germana Cecília. Hi va ésser trobat el 17 d'agost i detingut la mateixa nit. Fou portat en cotxe fins a Castellfollit de la Roca i fou mort a la rodalia, al Clot del Paretaire, a la carretera d'Oix. El cos fou enterrat al mateix lloc i fou recuperat per la família, que el portà al cementiri d'Olot.